# Maciej Malicki
Maciej Malicki (ur. 1945, zm. 19 czerwca 2013) – polski prozaik i poeta. Bratanek aktorki Marii Malickiej.
Debiutował wierszami w Odrze oraz opowiadaniami w Nowy Wyrazie w pierwszej połowie lat 70., jednak pierwszą książkę opublikował dopiero po roku 2000. Przez większość życia mieszkał w Świdrze, wykonywał kilkanaście zawodów. Był m.in. pomocnikiem kinooperatora, twórcą witraży, wydawcą, sekretarzem redakcji „Literatury na Świecie”. Jego teksty są często mocno autobiograficzne. Oprócz prozy pisał wiersze i sztuki teatralne. Miał w dorobku kryminał Kogo nie znam.

## Twórczość
- Kawałek wody (2002)[3]
- 60% słów (2003)[4]
- Saga ludu (2004)[5]
- Wszystko jest (2005)[6]
- Rymy / Prozy (2006, wiersze)
- Takie tam (dziennik) (2006)[7]
- Kogo nie znam (2007)[8]
- Ostatnia (sto czternaście opowiadań o tym samym) (2009)[9]